# Motorsport i Norge
Norge har aldrig varit någon framstående motorsportnation, men tack vare Petter Solberg har intresset för rally ökat lavinartat under 2000-talet.

## Verksamhet

### Racing
Först under 1990-talet började Norge höra tala om sig inom motorsporten, då Tommy Rustad etablerade sig som toppförare i STCC i Sverige. Rustad blev trea 1999 och vann titeln 2000, innan han upprepade bedriften 2009, efter en lång karriär i serien. 1999 stod Arctic Circle Raceway färdig, och banan arrangerade STCC under några års tid, innan reseavståndet hindrade serien från att komma tillbaka till den kuperade banan i Nordnorge. STCC flyttade till Våler istället, vilket även lär bli en deltävling i Scandinavian Touring Car Cup, som blir en ny serie från 2011.
Pål Varhaug är den norske förare som lyckats bäst internationellt, och 2008 tog han Norges största framgång inom formelbilsracing med en titel i Formula Renault 2.0 Italia.

### Rally

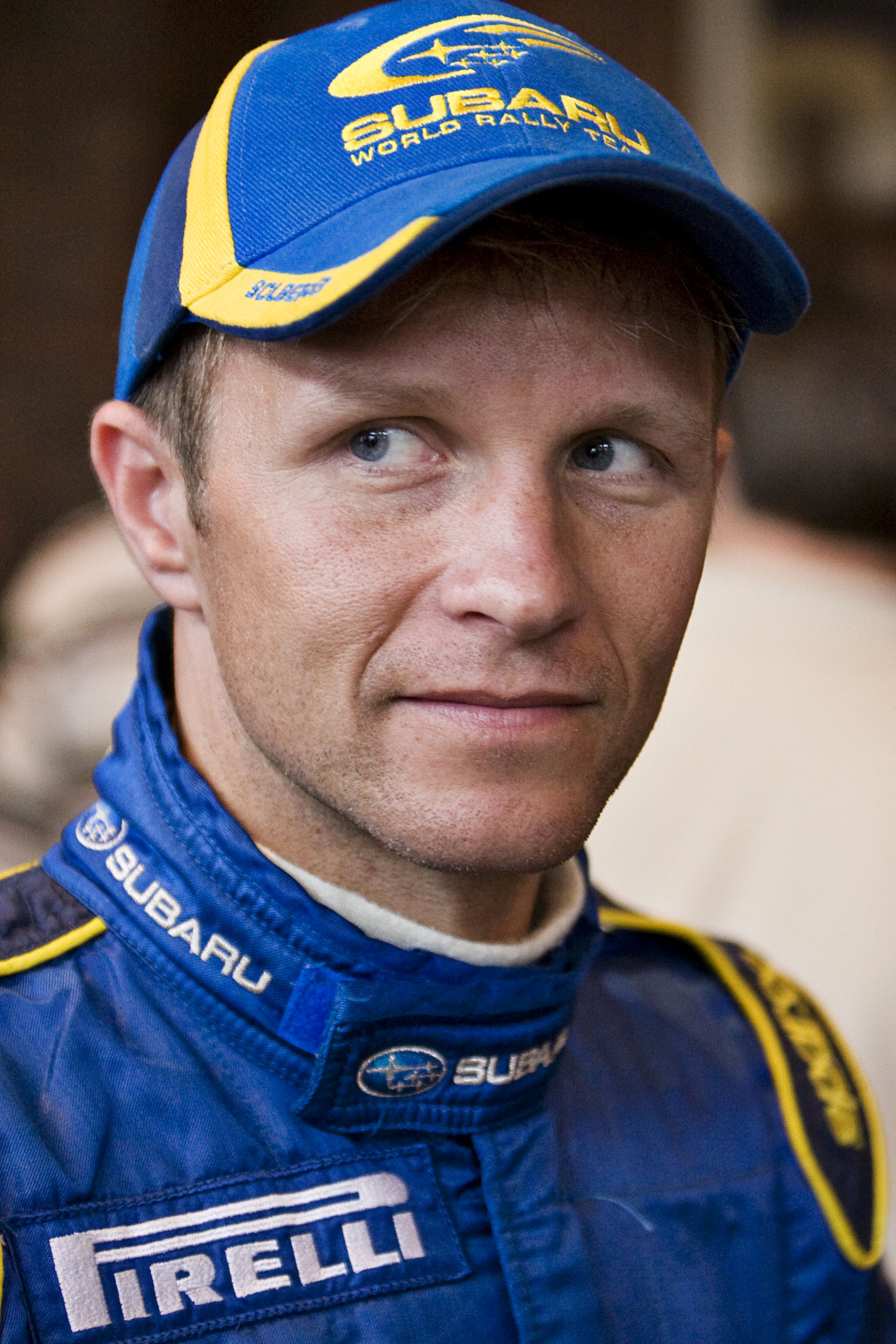
Petter Solberg, 2003 års världsmästare i rally.

Rally var en liten sport i Norge ända tills talangen Petter Solberg kom fram i slutet av 1990-talet, som ung förare i Fords fabriksstall i VM. Mitt under sommaren 2000 flyttade Solberg under tumultartade former från Ford till Subaru, som lovade honom att delta i alla deltävlingar, vilket inte Ford hade låtit honom göra. Två år senare betalade han tillbaka genom att bli tvåa i 2002 års säsong. Solberg gjorde sedan en riktigt bra säsong 2003, då han byggde vidare på 2002 års framgångar och betvingade Sébastien Loeb i den walesiska finalen, vilket gav honom Norges enda internationella titel någonsin.
Solberg fortsatte att vinna rallyn och slåss i toppen under både 2004 och 2005, men föll därefter in i en svacka sedan Subarus bilar inte hållit måttet jämfört med Citroën och Ford. Till säsongen 2009 startade Solberg sitt eget team och körde säsongen i en privat Citroën, sedan Subaru dragit sig ur serien och lämnat honom utan betalt jobb. 
Även Solbergs bror Henning är professionell rallyförare, och ett flertal andra förare har prövat lyckan. Dock hände det hösten 2009 en oerhörd tragedi, då en tioårig flicka blev överkörd av supertalangen Andreas Mikkelsens bil, när denne gjorde ett ovanligt misstag i ett nationellt rally. Flickan avled av skadorna i ett fall som berörde hela rallyvärlden.